# Jordbundsøkologi
Man kan betragte jordbunden som et formindsket billede af klodens forhold. I jordbunden finder man dem, som bygger nyt stof op, de grønne planter (repræsenteret ved alger). Der findes også planteædere, både de, der æder alger, og de, der æder planterødder. Der er også rovdyr i jordbunden (skolopendre, rovbiller, rovmider, rovnematoder osv.). Og der er nedbrydere (bakterier, rådsvampe, bænkebidere, regnorme osv.). Alle findes der, sammenspundet i indviklede fødenet af æd-og-bliv-ædt. Men de er ikke isolerede fra vores verden.
Jordbundens økosystemer har eksisteret meget længe, så de er blevet en grundbetingelse for mange af de livsformer, som lever over jorden. Ingen eller meget få træer kan trives ordentligt uden kontakt med jordens levende væsner (mykorrhizasvampe, knoldbakterier osv.). Så selv om træerne måske nok er klodens længstlevende og tungeste livsformer, så må de forstås i deres afhængighed af jordbundens organismer.

## Note
1. ↑  Michael Gundale m.fl.: No place like elsewhere for the lodgepole pine Arkiveret 25. februar 2014 hos  Wayback Machine - om bedre tilvækst for Klit-Fyr (Pinus contorta) i Sverige end i hjemlandet Canada på grund af andre jordbundsorganismer (engelsk)